# Sportvereniging Dynamo 2019-2020
Questa voce raccoglie le informazioni riguardanti la Sportvereniging Dynamo nelle competizioni ufficiali della stagione 2019-2020.

## Organigramma societario
Area direttiva
- Presidente: Arjan Oudbier

Area tecnica
- Allenatore: Redbad Strikwerda

## Rosa
| N° | Nome              | Ruolo | Data di nascita   | Nazionalità sportiva |
| -- | ----------------- | ----- | ----------------- | -------------------- |
| 2  | Jeroen Rauwerdink | S     | 13 settembre 1985 | Paesi Bassi          |
| 3  | Joris Berkhout    | P     | 2 ottobre 1999    | Paesi Bassi          |
| 5  | Sjors Tijhuis     | C     | 31 dicembre 2000  | Paesi Bassi          |
| 6  | Nico Manenschijn  | O     | 6 dicembre 1994   | Paesi Bassi          |
| 7  | Rik van Solkema   | O     | 11 giugno 1999    | Paesi Bassi          |
| 8  | Freek de Weijer   | P     | 30 ottobre 1995   | Paesi Bassi          |
| 9  | Renzo Verschuren  | C     | 24 giugno 1981    | Paesi Bassi          |
| 10 | Maikel van Zeist  | C     | 16 settembre 1994 | Paesi Bassi          |
| 14 | Wessel Blom       | S     | 5 luglio 1993     | Paesi Bassi          |
| 15 | Bram Langevoort   | S     | 5 aprile 1993     | Paesi Bassi          |
| 16 | Mats Kruiswijk    | L     | 12 dicembre 1989  | Paesi Bassi          |
| 19 | Seain Cook        | S     | 19 novembre 1991  | Scozia               |
| 20 | Jeffrey Klok      | L     | 29 ottobre 1998   | Paesi Bassi          |

## Statistiche

### Statistiche di squadra
| Competizione          | Punti | In casa | In casa | In casa | In trasferta | In trasferta | In trasferta | Totale | Totale | Totale |
| Competizione          | Punti | G       | V       | P       | G            | V            | P            | G      | V      | P      |
| --------------------- | ----- | ------- | ------- | ------- | ------------ | ------------ | ------------ | ------ | ------ | ------ |
| Eredivisie            | 51    | 10      | 10      | 0       | 12           | 11           | 1            | 22     | 21     | 1      |
| Coppa dei Paesi Bassi | -     | 0       | 0       | 0       | 3            | 3            | 0            | 4      | 3      | 1      |
| Supercoppa olandese   | -     | -       | -       | -       | -            | -            | -            | 1      | 0      | 1      |
| Coppa CEV             | -     | 2       | 1       | 1       | 2            | 1            | 1            | 4      | 2      | 2      |
| Totale                | -     | 12      | 11      | 1       | 17           | 15           | 2            | 31     | 26     | 5      |

### Statistiche dei giocatori
| Giocatore      | Coppa CEV | Coppa CEV | Coppa CEV | Coppa CEV | Coppa CEV |
| Giocatore      | P         | PT        | AV        | MV        | BV        |
| -------------- | --------- | --------- | --------- | --------- | --------- |
| J. Berkhout    | 4         | 1         | 0         | 0         | 1         |
| W. Blom        | 4         | 7         | 5         | 0         | 2         |
| S. Cook        | 3         | 26        | 20        | 3         | 3         |
| F. de Weijer   | 4         | 5         | 0         | 4         | 1         |
| J. Klok        | 3         | 0         | 0         | 0         | 0         |
| M. Kruiswijk   | 4         | 0         | 0         | 0         | 0         |
| B. Langevoort  | 3         | 6         | 4         | 2         | 0         |
| N. Manenschijn | 4         | 28        | 24        | 3         | 1         |
| J. Rauwerdink  | 4         | 45        | 37        | 6         | 2         |
| S. Tijhuis     | 4         | 13        | 7         | 5         | 1         |
| R. van Solkema | 2         | 20        | 15        | 3         | 2         |
| M. van Zeist   | 4         | 35        | 25        | 7         | 3         |
| R. Verschuren  | 3         | 6         | 4         | 0         | 2         |

P = presenze; PT = punti totali; AV = attacchi vincenti; MV = muri vincenti; BV = battute vincenti

NB: Non sono disponibili i dati relativi alla Eredivisie, alla Coppa dei Paesi Bassi e alla Supercoppa olandese